# Lea (Lancashire)
Lea – osada i civil parish w Anglii, w Lancashire, w dystrykcie Preston. W 2011 roku civil parish liczyła 6157 mieszkańców.